# 881年
| 千纪： | 1千纪                                                                                           |
| 世纪： | 8世纪 \| 9世纪 \| 10世纪                                                                        |
| 年代： | 850年代 \| 860年代 \| 870年代 \| 880年代 \| 890年代 \| 900年代 \| 910年代                       |
| 年份： | 876年 \| 877年 \| 878年 \| 879年 \| 880年 \| 881年 \| 882年 \| 883年 \| 884年 \| 885年 \| 886年 |
| 纪年： | 辛丑年（牛年）；唐廣明二年，中和元年；南诏贞明承智大同五年；黄巢金统二年；日本元慶五年          |

## 大事记
- 1月8日——唐僖宗帶隨從宦官田令孜等倉皇逃奔四川成都。
- 1月16日——黃巢攻佔長安，建立了大齊政權，年號金統。
- 4月5日——黃巢撤出長安，屯兵於霸上，程宗楚等收復長安。11日黃巢引兵還襲，再度攻陷長安。
- 党項首領、定難節度使拓跋思恭在夏綏一帶自立，成為西夏的淵源。